# Borknagar (musikalbum)
Borknagar är det norska black metal-bandet Borknagars första studioalbum. Albumet utgavs 1996 av skivbolaget Malicious Records.

## Låtlista
1. "Vintervredets sjelesagn" – 6:44
2. "Tanker mot tind (Kvelding)" (Ivar Bjørnson) – 3:29
3. "Svartskogs gilde" – 5:52
4. "Ved steingard" – 2:14
5. "Krigsstev" – 2:03
6. "Dauden" – 5:49
7. "Grimskalle trell" – 5:38
8. "Nord naagauk" – 3:07
9. "Fandens allheim" – 6:19
10. "Tanker mot tind (Gryning)" (Ivar Bjørnson) – 2:57

Alla låtar skrivna av Øystein G. Brun utan spår 2 & 10.

## Medverkande
Musiker (Borknagar-medlemmar)
- Garm (Kristoffer Rygg) – sång
- Øystein Garnes Brun – gitarr
- Grim (Erik Brødreskift) – trummor
- Infernus (Roger Tiegs) – basgitarr
- Ivar Bjørnson – keyboard

Produktion
- Borknagar  – producent, ljudtekniker
- Pytten (Eirik Hundvin) – producent
- Vargnatt Inc. (Kristoffer Rygg) – mastring
- Christophe Szpajdel – logo
- Johan Brun – foto

### Fotnoter
1. ↑  Borknagar på discogs.com